# Народно-демократическая партия (Нигерия)
Народно-демократическая партия (англ. Peoples Democratic Party, НДП) — правоцентристская консервативная политическая партия, одна из крупнейших современных политических партий в Нигерии. Партия побеждала на каждых президентских выборах с 1999 по 2011 год. До выборов в 2015 году была правящей партией в Четвертой республике. В настоящее время НДП контролирует 14 штатов из 36 в Нигерии.
В 1998 году НДП избрала бывшего военного лидера Олусегуна Обасанджо в качестве кандидата в президенты на выборах в феврале 1999 года, избранный губернатор штата Адамава и бывший член Социал-демократической партии Атику Абубакар стал кандидатом в вице-президенты.
На парламентских выборах, состоявшихся в апреле 2003 года, партия получила 54,5% голосов избирателей и 223 из 360 мест в Палате представителей и 76 из 109 мест в Сенате. Кандидат партии на президентских выборах 19 апреля 2003 года Олусегун Обасанджо был переизбран с 61,9% голосов.
В декабре 2006 года губернатор штата Кацина Умару Яр-Адуа был избран кандидатом в президенты от правящей НДП на всеобщих выборах в апреле 2007 года, получив 3024 голоса от делегатов партии; его ближайший соперник Рочас Окорочи получил лишь 372 голоса. Партия получила 260 из 360 мест в Палате представителей и 85 из 109 мест в Сенате.
На национальной конвенции в 2008 году Винсент Огбулафор был избран национальным председателем НДП 8 марта 2008, Альхаджи Абубакар Кофе Барадж был избран национальным секретарем.
В 2015 году действующий президент и кандидат от НДП Гудлак Джонатан потерпел поражение от генерала Мухаммаду Бухари.
НДП поддерживает политику свободного рынка и ограниченное государственное регулирование.